# Ternstroemia carinata
Ternstroemia carinata är en tvåhjärtbladig växtart som beskrevs av Clarence Emmeren Kobuski. Ternstroemia carinata ingår i släktet Ternstroemia och familjen Pentaphylacaceae. Inga underarter finns listade i Catalogue of Life.